# 里卡尔多·斯贝尔托利

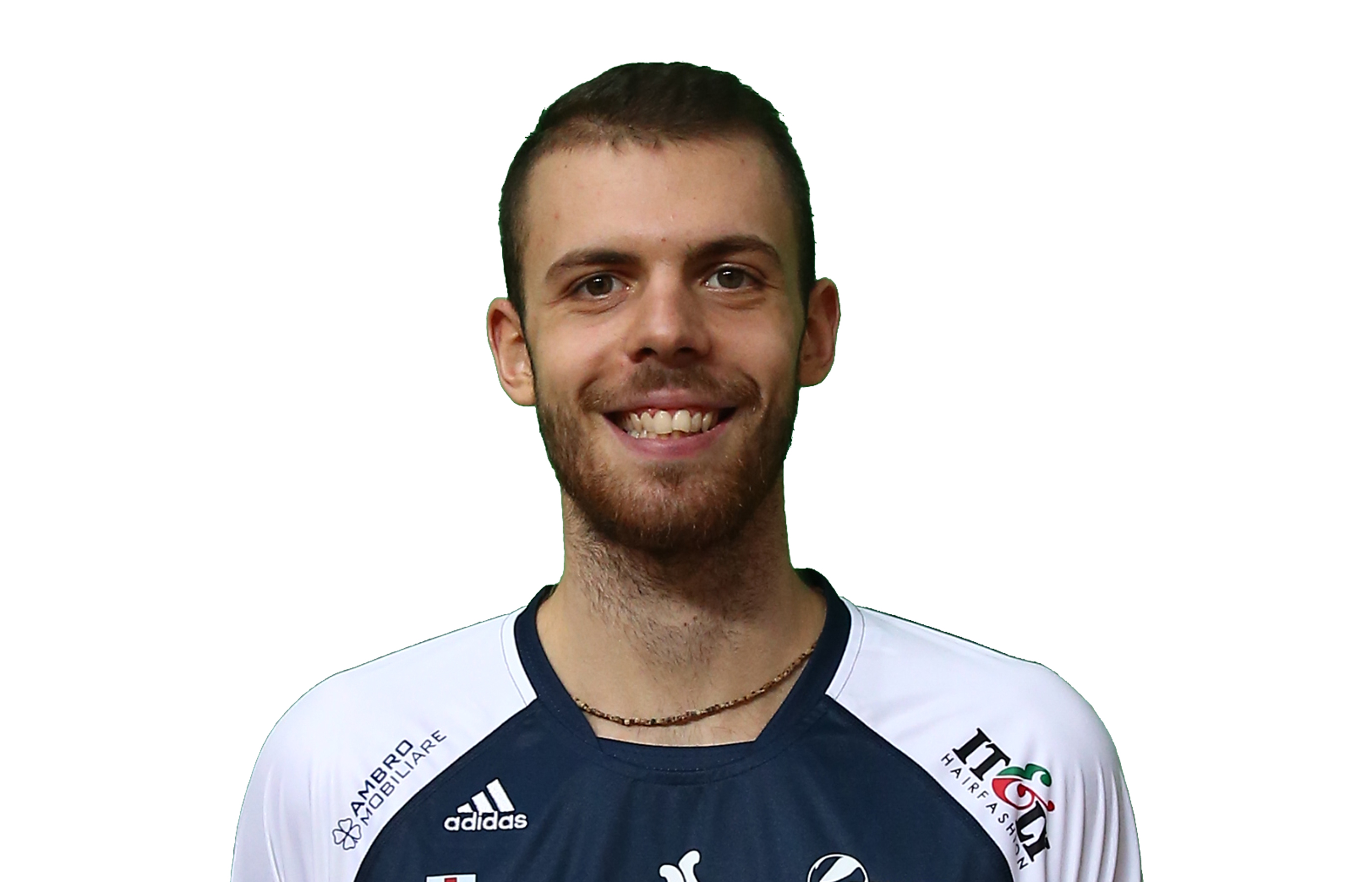
里卡尔多·斯贝尔托利

里卡尔多·斯贝尔托利（義大利語：Riccardo Sbertoli，1998年5月23日—），意大利排球运动员。在场上的位置是：二传。他曾代表意大利参加2019年世界盃男子排球賽和2020年夏季奥林匹克运动会排球比赛。
2021年9月19日，他代表意大利夺得2021年欧洲男子排球锦标赛冠军。